# Lago della Maddalena
Il lago della Maddalena o lago dell'Argentera (in francese  lac de la Madeleine) è un lago alpino situato a breve distanza dall'omonimo valico.

## Descrizione

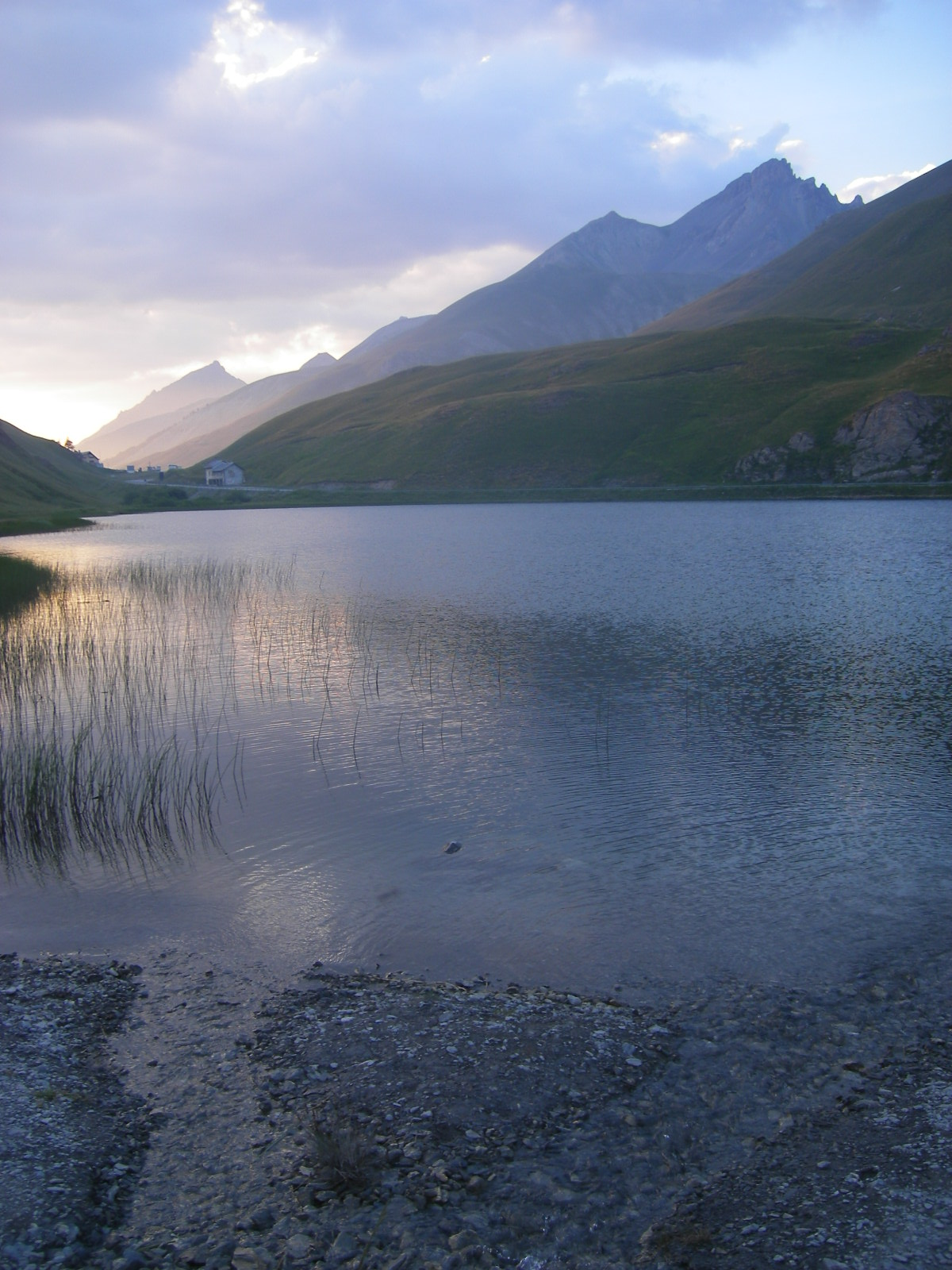
La costa sud del lago

Si trova in territorio italiano a breve distanza dal confine, nel territorio comunale di Argentera, ad una quota di 1.974 m s.l.m., costituendo la sorgente della Stura di Demonte.